# Yoshiyuki Momose
Yoshiyuki Momose (en japonais 百瀬 義行) (né le 29 novembre 1953 à Tokyo) est un animateur, un concepteur graphique et un réalisateur japonais. Collaborateur de longue date du studio Ghibli, principalement comme animateur-clé, il contribue par la suite à de nombreux films et séries ainsi qu'aux jeux de la franchise Ni no kuni, dont il réalise le film d'animation dérivé en 2019.

## Biographie
Yoshiyuki Momose est né le 29 novembre 1953.
Momose travaille d'abord en tant qu'animateur pour les studios Studio Neo Media et A Pro. Il participe ainsi à des séries comme Tensai Bakabon (en) (1971-1972), Dokonjō gaeru (en) (1972-1974) et Hajime ningen Gyatorus (1974-1976). Chez A Pro, il fait la connaissance de Yoshifumi Kondō. Ce dernier le recommande à Isao Takahata qui cherche alors des animateurs pour son projet de film Le Tombeau des lucioles. Takahata le recrute au studio Ghibli et il travaille sur Le Tombeau des lucioles, qui sort en 1988. Momose poursuit son travail pour Ghibli en collaborant aux films Souvenirs goutte à goutte et Pompoko, également réalisés par Takahata. Il travaille ensuite sous la direction de Yoshifumi Kondō, qui a entre-temps rejoint lui aussi les studios Ghibli et réalise Si tu tends l'oreille.
Momose participe à plusieurs films de Hayao Miyazaki : Le Voyage de Chihiro puis Princesse Mononoke, pour lequel il réalise des effets spéciaux. Momose travaille ensuite sur Mes voisins les Yamada d'Isao Takahata, dont il dirige les storyboards, la mise en scène et l'animation pour la première moitié, la seconde étant dirigée par Osamu Tanabe (ja). Momose travaille alors sur les courts-métrages produits par Ghibli, comme les Ghiblies Episode 2. Il réalise des travaux pour des clips musicaux, puis reprend son travail d'animateur pour Ghibli sur le long-métrage Les Contes de Terremer. 
Momose prend ensuite part à un projet de jeu vidéo dont l'univers et la direction artistique sont confiés au studio Ghibli : Ni no kuni : La Vengeance de la sorcière céleste, développé par Level-5, dont il dirige l'animation. Le jeu sort au Japon en 2010.
En 2005, Yoshiyuki Momose fonde son propre studio, le studio Kajino (en). Il continue cependant à travailler en parallèle pour le studio Ghibli.
En 2018, Yoshiyuki Momose réalise son premier film, Ni no kuni, adapté de la série de jeux vidéo du même nom.
Dans la perspective des jeux olympiques d'été de 2020 qui ont lieu à Tokyo en 2021, Yoshikuki Momose réalise le court-métrage Tomorrow's Leaves (Les Feuilles de demain) commandé au studio Ponoc par le Comité international olympique. Après une projection en avant-première au festival d'Annecy 2021, le court-métrage est projeté lors de la cérémonie d'ouverture des jeux olympiques et diffusé en ligne sur la chaîne "Olympics" de Youtube. Le film met en scène cinq jeunes gens qui doivent sauver la nature dans leur monde au cours d'un voyage riche en péripéties sportives.

## Filmographie sélective

### Animateur
- 1988 : Le Tombeau des lucioles (火垂るの墓, Hotaru no haka?)

### Animateur-clé
- 1971-1972 : Tensai Bakabon (en) (天才バカボン?), série télévisée (52 épisodes)
- 1978 : Perrine monogatari (ペリーヌ物語?), série télévisée
- 1981 : Belle et Sébastien (名犬ジョリィ, Meiken Jorī?), série télévisée (et directeur de l'animation, 52 épisodes)
- 1992 : Porco Rosso (紅の豚, Kurenai no buta?)
- 1995 : Si tu tends l'oreille (耳をすませば, Mimi o sumaseba?)
- 2001 : Le Voyage de Chihiro (千と千尋の神隠し, Sen to Chihiro no kamikakushi?)
- 2017 : Mary et la fleur de la sorcière (メアリと魔女の花, Meari to majo no hana?)
- 2023 : L'Imaginaire (屋根裏のラジャー, Yaneura no Rajā?)

### Réalisation
- 2002 : Ghiblies Episode 2, court-métrage
- 2018 : La vie ne perdra pas, court-métrage, dans Héros modestes (サムライエッグ, Samurai eggu?)
- 2019 : Ni no kuni (二ノ国?)
- 2021 : Tomorrow's Leaves, court-métrage

## Ludographie
- 2010 : Ni no kuni : La Vengeance de la sorcière céleste : direction de l'animation.
- 2018 : Ni no kuni II : L'Avènement d'un nouveau royaume  : conception des personnages.

## Récompense
En 2014, Yoshiyuki Momose fait partie des finalistes pour le prix de l'Accomplissement artistique pour son travail sur le jeu vidéo Ni no kuni : La Vengeance de la sorcière céleste.